# 郭光麟

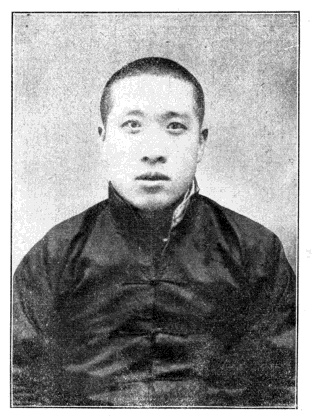
《民國之精華》中的郭光麟照片

郭光麟（1879年—1964）字伯庸，河南省陕县人。中华民国政治人物。

## 生平
郭光麟自幼读书，为清朝廪贡生，专门法政毕业。辛亥革命后，当选为河南省临时省议会议员。民国二年（1913年），中华民国第一届国会成立，任中华民国第一届国会众议院议员。国会解散后，回到家乡。1916年国会重开，仍到北京继续担任众议院议员。
1924年6月，陕西省省长刘镇华托其私人驻京代表郭光麟，邀请北京、天津的文化名人王桐令、李干臣、林砺儒、陈定谟、李济之、蒋廷黻、夏元璨、孙伏园等十余人赴陕西西北大学讲学。原未邀请鲁迅，但当时北京大学哲学系三年级学生、陕西韩城人王捷三在校常随王品青赴鲁迅家中作客，特致信西北大学校长傅铜，建议也邀鲁迅一道赴陕西。傅铜同意，并说原未邀请鲁迅是其工作疏忽，随即向鲁迅补发邀请信函。1924年7月，包括鲁迅在内的这批文化名人赴陕西讲学成行。
1947年3月1日，郭光麟任国民政府立法院第四届立法委员。